# Austin Kimberley
Austin Kimberley (także jako Austin Tasman) – samochód osobowy klasy średniej produkowany przez australijski oddział brytyjskiej firmy Leyland Motors w latach 1970-1974. Następca samochodu Austin 1800 na którym też oparty został konstrukcyjnie. Dostępny był wyłącznie jako 4-drzwiowy sedan. Do napędu używano silników R6 o pojemności 2,2 litra. Moc przenoszona była na oś przednią poprzez 4-biegową manualną bądź 3-biegową automatyczną skrzynię biegów. Samochód został zastąpiony przez Leylanda P76.

## Dane techniczne

### Silnik
- R6 2,2 l (2224 cm³), 2 zawory na cylinder, SOHC
- Układ zasilania: dwa gaźniki
- Średnica cylindra × skok tłoka: 76,20 mm × 81,28 mm
- Stopień sprężania: 8,6:1
- Moc maksymalna: 103-117 KM (76-86 kW) przy 5500 obr./min
- Maksymalny moment obrotowy: 157-160 N•m przy 3500 obr./min

### Osiągi
- Przyspieszenie 0-100 km/h: b/d
- Prędkość maksymalna: 161-169 km/h

### Pozostałe
- Opony: 6,95 x 14